# Paraleucilla magna
Paraleucilla magna är en svampdjursart som beskrevs av Klautau, Monteiro och Borojevic 2004. Paraleucilla magna ingår i släktet Paraleucilla och familjen Amphoriscidae. Inga underarter finns listade i Catalogue of Life.